# Бернардсвил (Њу Џерзи)
Бернардсвил (енгл. Bernardsville) град је у америчкој савезној држави Њу Џерзи.

## Демографија
По попису из 2010. године број становника је 7.707, што је 362 (4,9%) становника више него 2000. године.
| Група             | 2000.         | 2010.         |
| Белци             | 6.610 (90,0%) | 6.402 (83,1%) |
| Афроамериканци    | 18 (0,2%)     | 68 (0,9%)     |
| Азијати           | 194 (2,6%)    | 252 (3,3%)    |
| Хиспаноамериканци | 439 (6,0%)    | 903 (11,7%)   |
| Укупно            | 7.345         | 7.707         |